# ران کرافورد
ران کرافورد (به انگلیسی: Ron Crawford) (زاده ۱۱ اکتبر ۱۹۴۵) بازیگر آمریکایی است.
از فیلم‌های معروف او می‌توان به گویندگی در انیمیشن آرتور و نامرئی‌ها اشاره کرد.